# Eleocharis dunensis
Eleocharis dunensis är en halvgräsart som beskrevs av Georg Kükenthal. Eleocharis dunensis ingår i släktet småsäv, och familjen halvgräs. Inga underarter finns listade i Catalogue of Life.